# Christin Petelski
Christin Petelski (Nanaimo, 29 dicembre 1977) è un'ex nuotatrice canadese.
Specializzata nella rana, ha partecipato alle Olimpiadi di Atlanta 1996.